# Tappa
Tappa is een nagar panchayat (plaats) in het district Barnala van de Indiase staat Punjab. 

## Demografie
Volgens de Indiase volkstelling van 2001 wonen er 18.887 mensen in Tappa, waarvan 54% mannelijk en 46% vrouwelijk is. De plaats heeft een alfabetiseringsgraad van 57%.